# Dugorepi kvecal
Dugorepi kvecal (lat. Pharomachrus mocinno) prelijepa je ptica upadljivo zelenog i crvenog perja iz porodice trogona koja obitava u gustim šumama srednje Amerike. 
Legendarni kvecal je sveta ptica Maya i Quicha, predstavljena na mnogim crtežima i reljefima iz vremena kad je civilizacije ovih naroda bila na vrhuncu. Prema vjerovanju Maya i Asteka Quetzalcoatl ili "pernata zmija" predstavljao je boga vjetra i simbol neprestanog obnavljanja života. Asteci koji su živjeli od zemljoradnje obožavali su ovu pticu i smatrali je osnivačem njihove civilizacije. Među skupocjenim darovima koje je španjolski moreplovac Hernan Cortez dobio od astečkog vladara Montezume izdvaja se raskošna perjanica od 200 zelenih pera iz repa kvecala, dugačkih po jedan metar. Ovoj rijetkoj ptici posvećena je i nacionalna himna Gvatemale, a njen lik je punih 80 godina bio predstavljan na poštanskim markama ove zemlje.

## Ponašanje
U vrijeme parenja mužjaci kvecala izvode spektakularan let dug samo nekoliko sekundi. Iz krošnji drveća dižu se uvis lelujavim letom uz glasno javljanje. Nakon toga, obrušavaju se i ponovo nestaju u krošnjama. Leglo ima najčešće dva mladunca, o čijem podizanju brinu oba roditelja. Nakon tog razdoblja, koje ptice provode u višim područjima, ponovo se vraćaju u nizine. 
Glavna hrana su im bobičasti plodovi stabala divljeg avokada (Lauraceae). Time kvecal ima ključnu ulogu u širenju ove vrste stabala.

## Životni prostor
Kvecal živi isključivo u oblačnim šumama Srednje Amerike. Neprekidno vlažan okoliš osigurava dovoljno slomljenih, natrulih ostataka stabala u kojima kvecal može iskopati duplju za gnijezdo. Još postoje prostrane oblačne šume kao njihov životni okoliš u Kostariki, Salvadoru, Gvatemali, Hondurasu, Meksiku, Nikaragvi i Panami. 

## Gospodarski značaj
U vrijeme pretkolumbijanskih kultura prekrasno pokrovno perje iz repova kvecala služilo je svećenicima za izradu ukrasa za glavu. Kako su Asteci štovali kvecala kao božanstvo, nisu ih ubijali. Lovili su ih i čupali im duga pokrovna pera. Ubijanje kvecala kažnjavalo se smrću. Danas ih se lovi i ubija, iako je to kažnjivo.
Danas se kvecale smatra privlačnim za ekološki turizam. No, mogućnost promatranja kvecala jako ovisi o sreći i godišnjem dobu. Može ih se vidjeti samo vrlo rano ujutro, u vrijeme izlaska sunca, a u to vrijeme je šuma još puna magle i mračna.

## Ugroženost
Prije dolaska Europljana, kvecal je bio obožavan i štovan, pa je time automatski bio i zaštićen. No, sad je uništavanjem šuma vrlo ugrožen. Srednjeameričke države spadaju u područja s najvećim stupnjem smanjena površina pod šumama. Širenje poljoprivrednih površina razdvaja i usitnjava ionako, prirodnim uvjetima, ograničena područja pokrivena oblačnim šumama. Ovo se odnosi prije svega na niža područja u kojima kvecal provodi zimu. Pored lova zbog prekrasnog perja, ovo smanjenje životnog prostora smatra se glavnim razlogom njegove ugroženosti. Od 2000te godine kvecal je na crvenom popisu ugroženih vrsta IUCNa, i stavljen je pod zaštitu Washingtonskog sporazuma.

## Vanjske poveznice
- WWF-Wildfinder - Karta rasprostranjenosti
- WorldBirder - još slika
- Stiftung Artenschutz - posredovanje u uspostavljanju partnerstva za preživljavanje kvecala
- Privada Chelemhá[neaktivna poveznica] - privatno zaštićeno područje u Gvatemali

### Drugi projekti
|  | Zajednički poslužitelj ima stranicu o temi Pharomachrus mocinno    |
|  | Zajednički poslužitelj ima još gradiva o temi Pharomachrus mocinno |
|  | Wikivrste imaju podatke o taksonu Pharomachrus mocinno             |